# ВЕС Маргонін
ВЕС Маргонін — вітрова електростанція у Польщі в Великопольському воєводстві.
Майданчик для ВЕС обрали на північному заході країни, на північ від Познані біля містечка Маргонін. Будівельні роботи розпочались у 2008-му, а наступного року тут ввели в експлуатацію 60 вітрових турбін іспанської компанії Gamesa типу G90/2000 із одиничною потужністю 2 МВт. Діаметр їхнього ротора становить 90 метрів, висота башти — 100 метрів.
Видача електроенергії відбувається по ЛЕП напругою 110 кВ.